# An Post
An Post (irisch für „die Post“; irische Aussprache [ən̪ˠ pˠɔsˠt̪ˠ]) ist das staatliche Postunternehmen der Republik Irland und Mitglied des Weltpostvereins. 2006 betrug der Gewinn des Unternehmens etwa 76 Millionen Euro.

## Geschichte
Der irische Postdienst An Post entstand 1984 nach der Aufteilung des Ministeriums für Post und Telegrafie (P&T, irisch: Aire Poist agus Telegrafa) in die Unternehmen An Post und dem Telekommunikationsbetreiber Telecom Éireann. Telecom Éireann wurde nach der Privatisierung 1999 in Eircom und 2015 in Eir umbenannt.
Das Ministerium für Post und Telegrafie war seit 1924 das größte Ministerium des Landes, seine Mitarbeiter (die meisten von ihnen Postboten) bildeten den größten Teil des öffentlichen Dienstes. Zuvor stand die Post in Irland unter der Kontrolle verschiedener irischer und britischer Postmeister. Mit der Ernennung von Evan Vaughan zum Postmeister in Dublin im Jahr 1638 entstand in Irland ein organisiertes Postsystem mit regelmäßigen Postverbindungen von Dublin in einige größere Städte. Ursprünglich wurden Briefe von Postjungen zugestellt. Bevor es Briefkästen gab, liefen die Ausrufer durch die Straßen Dublins und läuteten eine Glocke, um auf die Menschen aufmerksam zu machen und Briefe von ihnen abzuholen. Postkutschen nahmen 1789 ihren Betrieb auf. Die erste verkehrte zwischen Dublin und Cork und beschleunigte die Postzustellung. Die Einführung der weltweit ersten selbstklebenden Briefmarke „Penny Black“ machte den Postdienst für alle erschwinglich. Oliver Cromwell schuf 1657 ein gemeinsames General Post Office für die drei Königreiche Irland, Schottland und England, dieser Akt wurde von Charles II. durch den Post Office Act von 1660 bestätigt. Die Ankunft der Eisenbahn steigerte die Effizienz des Posttransports. 1855 begann die Post, spezielle Sortierwagen in den Zügen einzusetzen. Mitarbeiter sortierten die Briefe, und Postsäcke wurden abgegeben und wieder abgeholt, während die Züge zu ihren Zielen fuhren. Im 19. Jahrhundert führten Erfindungen wie der Telegraf zur Entstehung neuer Dienstleistungen, beispielsweise der Postsparkasse, die 1861 gegründet wurde, um regelmäßiges Sparen zu fördern.
Ab dem 16. Jahrhundert wurden Postschiffe für den Posttransport zwischen Großbritannien und Irland eingesetzt. In Cobh wurden regelmäßig große Transatlantikdampfer mit Hunderten von Säcken Post be- und entladen.  Irlands schlimmste Schiffskatastrophe ereignete sich einen Monat vor Ende des Ersten Weltkriegs im Oktober 1918, als das Postschiff Leinster in der Irischen See von einem deutschen U-Boot versenkt wurde. Mehr als 500 Menschen starben, darunter bis auf einen Postangestellten, der an Bord mit der Briefsortierung beschäftigt war. Heute werden fast alle Briefe, die Irland erreichen oder verlassen, per Flugzeug verschickt. Nach dem ersten experimentellen Luftpostflug zwischen Galway und London im Jahr 1929 entwickelte sich das Flugzeug allmählich zum bevorzugten Transportmittel. An Post ist trotz erheblichen Personalabbau nach wie vor einer der größten Arbeitgeber Irlands. Die Schließung einzelner Filialen in ländlichen Gebieten ist zu einem wichtigen politischen Thema geworden, im Jahr 2023 gab es in Irland 901 An-Post-Ämter und 110 Postagenten (Delivery services units DSU). Mit einem Fuhrpark von über 2.600 Fahrzeugen und 1.600 Fahrrädern werden täglich 2,433 Millionen Postsendungen bearbeitet und an 2,2 Millionen Geschäfts- und Privatadressen ausgeliefert. Mit 10.234 Mitarbeiterinnen und Mitarbeiter wurde 2023 ein Gewinn von neun Millionen Euro bei einem Umsatz von 922,9 Millionen Euro erwirtschaftet. Alle in Irland ankommenden Pakete durchlaufen das Postzentrum von An Post in Port Laoise, wo Zollbeamte sie kontrollieren. An Post hat sein aktuelles Logo am 14. Dezember 2018 eingeführt; es wurde jedoch erst am 13. März 2019 erstmals verwendet. Auf den Markenschildern sind die einzelnen Postämter mit „Oifig an Phoist“ oder (auf Englisch) „Post Office“ gekennzeichnet. Am 22. Juni 2023 zog An Post von seinem historischen Hauptsitz im General Post Office-Gebäude in der O’Connell Street in Dublin in neue Räumlichkeiten am North Wall Quay um.

## Eircode
Die irische Regierung kündigte die Einführung von Postleitzahlen per 1. Januar 2008 an, wogegen An Post protestierte, weil ein solches System nicht notwendig sei. Das als Eircode bezeichnete Postleitzahlensystem wurde letztlich ab 2014 eingeführt. Nach den Unterlagen des Department of Climate, Energy and the Environment der Republik Irland (Ministerium für Kommunikation, Energie und natürliche Ressourcen) waren über 35 % der irischen Adressen nicht eindeutig und teilten sich mit mindestens einer anderen Immobilie. Irland war eines der wenigen entwickelten Länder, das kein Postleitzahlensystem hatte. Die Arbeiten zur Entwicklung und Einführung eines Postleitzahlensystems begannen im Jahr 2005. Der Communications Regulation Postal Services Act 2011 (Gesetz zur Regulierung der Kommunikation der Postdienste) von 2011 sah vor, dass vom Ministerium ein Vertrag über die Entwicklung, Einführung und Pflege eines nationalen Postleitzahlensystems abgeschlossen werden konnte. Ende 2013 wurde ein Vertrag mit einer Laufzeit von zehn Jahren, mit der Option auf eine Verlängerung um weitere fünf Jahre, mit dem Unternehmen „Capita Business Support Services Ireland Limited“ als Lizenznehmer für die Verwaltung der Postleitzahlen abgeschlossen, für die Entwicklung, Implementierung und den Betrieb des Systems beliefen sich die Kosten sich auf 27 Millionen Euro. Das neue Postleitzahlensystem mit der Bezeichnung Eircode wurde im April 2014 offiziell eingeführt, und die Verbreitung der Eircodes begann im Juli 2015.
Ein Eircode ist ein siebenstelliger Code, der für jede Adresse einzigartig ist. Der Code ist nicht sequenziell, um eine weitere Erweiterung zu ermöglichen und zu vermeiden, dass zugewiesene Codes in Zukunft geändert werden müssen. Die Verwendung eines Eircodes ist freiwillig. Eircode unterscheidet sich von den Postleitzahlen anderer Ländern, da es eine Eins-zu-Eins-Beziehung zu einer Adresse hat. Darüber hinaus wird die irische Postleitzahlendatenbank nicht von der nationalen Postverwaltung gepflegt, sondern von Capita Ireland mit einer Lizenzgebühr durch jährliche Gesamtzahlungen an An Post GeoDirectory einer Mindestgrenze von 100.000 € und einer Höchstgrenze von 1.926.226 €.
Die Eircodes bestehen aus sieben Zeichen. Die ersten drei Zeichen, die als Routing Key bezeichnet werden, sind für die Post- und Logistikbranche gedacht und enthalten durchschnittlich jeweils 15.000 Adressen. Der Routing Key wird zur Sortierung der Post verwendet und ist die von An Post festgelegte Hauptpoststadt der Adresse. Der zweite Teil des Eircode, der sogenannte Unique Identifier, besteht aus vier Zeichen, die aus einer Reihe von zufällig ausgewählten Buchstaben und Zahlen bestehen und jede einzelne Adresse identifizieren. Jeder Code besteht aus sieben Buchstaben und/oder Ziffern, mit einem Leerzeichen nach dem dritten Zeichen. Das erste Zeichen ist immer ein Buchstabe und das zweite immer eine Ziffer. Das dritte Zeichen kann entweder eine Ziffer oder der Buchstabe W sein, aber kein anderer Buchstabe. Die restlichen vier Zeichen können entweder Buchstaben oder Ziffern sein. Die ersten drei Zeichen stehen für einen von 139 geografischen Bezirken oder Postorten. Die bestehenden Postbezirke von Dublin bilden die ersten drei Zeichen (den Routing Key) im System. Sie werden in einer zentralen Datenbank, der Eircode Address Database (ECAD), zusammen mit anderen nützlichen geografischen Informationen wie Adressen, Varianten/Aliasnamen und Geokoordinaten jedes Adresspunktes gespeichert. An Post führte erst in den 1990er Jahren automatisierte Sortiermaschinen ein. Zu diesem Zeitpunkt waren die optischen Zeichenerkennungssysteme (OCR) bereits so weit fortgeschritten, dass sie ganze Adressen und nicht nur Postleitzahlen lesen konnten.
Conradh na Gaeilge, eine Organisation, die sich für die Verwendung der irischen Sprache einsetzt, äußerte Bedenken hinsichtlich der Verwendung von Postleitzahlen oder Postabkürzungen, die ausschließlich auf englischen Ortsnamen basieren, beispielsweise D für Dublin (gälisch: Baile Átha Cliath) oder WX für Wexford (gälisch: Loch Garman), wie es bei Kfz-Kennzeichen der Fall ist. Sie hatte sich dafür eingesetzt, dass Postleitzahlen entweder ausschließlich aus Zahlen bestehen sollten, wie in vielen anderen zwei- oder mehrsprachigen Ländern, oder stattdessen auf irischen Namen basieren sollten. Jenseits der Routing-Schlüsseln, die den früheren Postbezirken von Dublin entsprechen, haben die Anfangsbuchstaben der Eircode-Routing-Schlüssel keinen Bezug zu den englischen oder irischen Ortsnamen innerhalb dieser Gebiete. Sie enthalten jedoch die Buchstaben K, V, W, X und Y, die in der irischen Rechtschreibung außer in einer kleinen Anzahl von Lehnwörtern nicht verwendet werden.

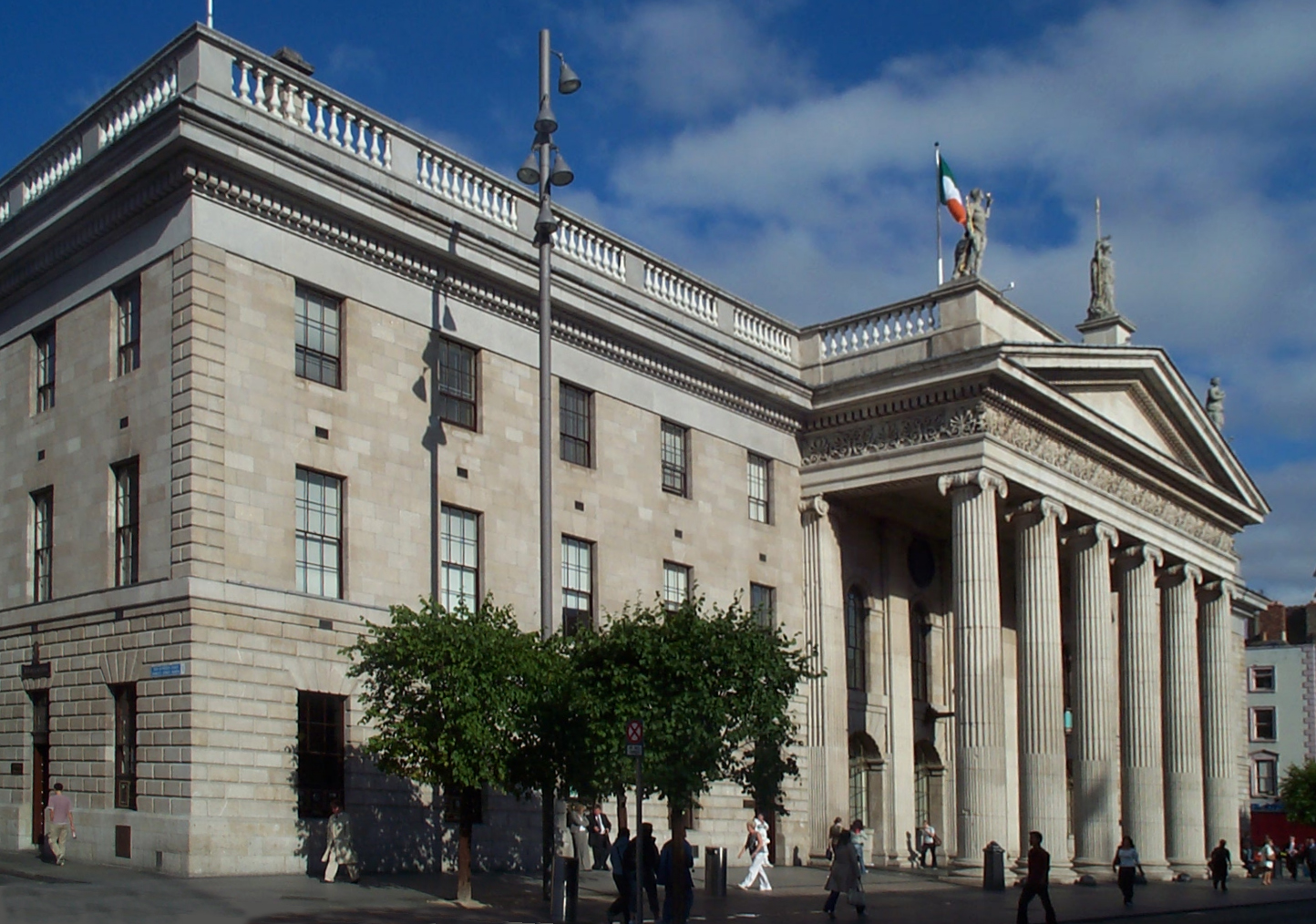
Hauptpostamt und Hauptquartier in Dublin, O’Connell Street
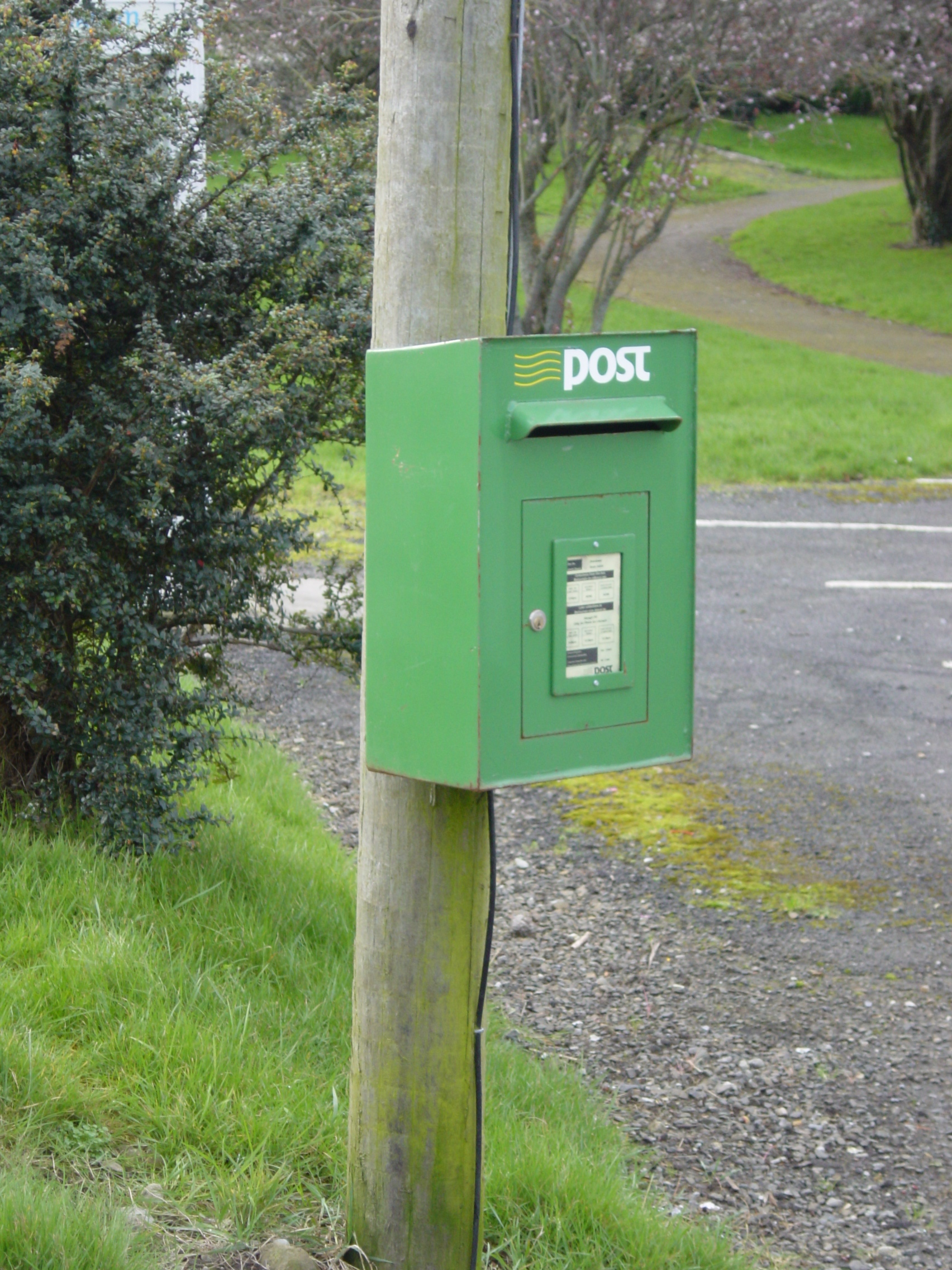
Kleiner Postbriefkasten der An Post
Großer Postbriefkasten der An Post